# Лисицкий, Алексей Алексеевич
Алексей Алексеевич Лисицкий — заслуженный мастер спорта России (подводное ориентирование).

## Карьера
Чемпион мира, Европы, обладатель Кубка мира, дважды серебряный призёр чемпионата мира (1998 г. Будапешт).